# Karl Hattendorff
Karl Friedrich Wilhelm Hattendorff (* 31. August 1834 in Hannover; † 1. Juni 1882 in Aachen) war ein deutscher Mathematiker. 

## Leben und Beruf
Karl Hattendorff, Sohn eines Buchbinders in Hannover, studierte von 1852 bis 1856 Mathematik am Polytechnikum in Hannover. In den Jahren 1859 und 1860 war er Lehrer an der Kadettenanstalt Hannover. 1860 setzte er das Mathematikstudium an der Universität Göttingen fort und wurde 1862 zum Dr. phil. promoviert. 1864 habilitierte sich Karl Hattendorff und wurde Privatdozent. Darüber hinaus war er von 1867 bis 1869 als Assessor Mitglied der Mathematischen Klasse der Akademie der Wissenschaften zu Göttingen.
Die Burschenschaft Hannovera ernannte ihn 1864 zum Ehrenmitglied. 1869 unterrichtete er kurze Zeit an der Realschule in Hannover, ehe er 1870 bei Eröffnung der „Königlich Rheinisch-Westfälische Polytechnische Schule zu Aachen“ ordentlicher Professor für Mathematik wurde. Ab 1872 übernahm er zugleich bis zu seinem Tode die Leitung der Hochschulbibliothek. 
Bereits in Göttingen begann Karl Hattendorff, die Vorlesungsunterlagen des jung verstorbenen Göttinger Mathematikprofessors Bernhard Riemann (1826–1866) zu sichten und zu veröffentlichen, bevor er eigene Forschungsergebnisse publizierte sowie Lehrbücher verfasste. Einige dieser Werke wurden im zwanzigsten bzw. einundzwanzigsten Jahrhundert nachgedruckt.

## Veröffentlichungen (Auswahl)
- Bernhard Riemann: für den Druck bearbeitet und herausgegeben von Karl Hattendorff: Partielle Differenzialgleichungen und deren Anwendung auf physicalische Fragen, Braunschweig, Druck und Verlag von Friedrich Vieweg und Sohn, 1869
- Karl Hattendorf: Die Sturm’schen Funktionen, 2. Aufl., Hannover, C. Rümpler, 1874
- Bernhard Riemann, Karl Hattendorff: Schwere, Elektrizität und Magnetismus, Hannover, Carl Rümpler, 1876 (Nachdruck VDM, Müller, Saarbrücken 2006)
- Karl Hattendorff: Algebraische Analysis, Hannover, Carl Rümpler, 1877 (Nachdruck 1923)
- Karl Hattendorff: Einleitung in die höhere Analysis, Leipzig, Baumgärtner, 1885